# Wilson Fittipaldi Jr.
Wilson Fittipaldi Júnior (São Paulo, 25 december 1943 – aldaar, 23 februari 2024) was een Braziliaans Formule 1-coureur. Hij reed in 1972, 1973 en 1975 38 Grands Prix voor de teams Brabham en Fittipaldi Automotive.
Wilson Fittipaldi was de oudere broer van voormalig F1-wereldkampioen Emerson Fittipaldi en de vader van voormalig F1-coureur Christian Fittipaldi.
Wilson Fittipaldi Jr. overleed op 23 februari 2024 op 80-jarige leeftijd. Hij lag sinds december 2023 in het ziekenhuis.